# Sepedon borealis
Sepedon borealis är en tvåvingeart som beskrevs av Steyskal 1951. Sepedon borealis ingår i släktet Sepedon och familjen kärrflugor. Inga underarter finns listade i Catalogue of Life.